# Росовек
Росовек (до 1945 нім. Neu Rosow, згодом Rosówko) — поселення в Польщі, розташоване в Західнопоморському воєводстві, полицькому повіті, гміна Колбасково, безпосередньо на польсько-німецькому кордоні, на національній дорозі 13.
У 1975–1998 роках місто адміністративно належало до Щецинського воєводства.
Поблизу села був прикордонний перехід для легкових автомобілів Росовек — Росов, який було ліквідовано за Шенгенською угодою. У будівлях колишнього переходу базується мобільний підрозділ Прикордонної служби. В селі є пункт обміну валюти, страхова компанія, кілька магазинів. Росовек має постійне автобусне сполучення зі Щецином.
Також в селі є мотокрос, на якому регулярно проводяться змагання високого рангу, наприклад в серії Гран-прі.

## Дивись також
- Коригування кордонів Польщі